# Fritz Spies
Friedrich Wilhelm (Fritz) Spies (* 17. Januar 1884 in Michelfeld; † 31. Juli 1965 in Colares) war ein deutsch-argentinischer Bauingenieur.

## Ausbildung und beruflicher Werdegang
Fritz Spies war Sohn des Metzgermeisters Heinrich Wilhelm Spies (1858–1936) und von Friederike Katharina geb. Jenne (1859–1928). Er besuchte die Oberrealschule in Mannheim und erhielt 1903 sein Abitur. Nach einem Praktikum studierte er Bauingenieurwesen an der TH in Karlsruhe und in Berlin. Seit 1903 gehörte er der Karlsruher Burschenschaft Teutonia an. In 1907 legte er seine Diplomprüfung in Karlsruhe ab. Von 1908 bis 1953 war er als Bauingenieur tätig in Mannheim, Berlin, Südamerika, Portugal und Afrika.
Bis 1910 war er in Berlin bei Dyckerhoff & Widmann tätig. Von 1911 bis 1922 war Spies in Buenos Aires tätig, unter anderem für die Dyckerhoff & Widmann, und erwarb die argentinische Staatsangehörigkeit. In Argentinien baute er unter anderem den Marinestützpunkt Puerto Belgrano, den größten Marinestützpunkt der argentinischen Marine.
Später siedelte er nach Portugal um und erhielt 1941 eine dauerhafte Aufenthalts- und Arbeitsgenehmigung. Er war unter anderem tätig für Grün & Bilfinger und die Sociedade Metropolitana e Colonial de Construçoes. In Portugal baute er beispielsweise den Marinehafen Alfeite bei Lissabon, die Kaimauern von Vila Nova de Gaia und den Fischereihafen Póvoa de Varzim. In Angola baute er die Hafenvergrößerung in Lobito, sowie die Anlegebrücken in Lândana, Noqui und Cabinda.
Er heiratete 1928 Hilde Margarete Johanna geb. Mahlau (* 1903) in Breslau. Aus der Ehe entstand ein Sohn, Klaus (Claudio) Theodor S. (1929–1994).